# Chao’an
Chao’an (chinesisch 潮安区, Pinyin Cháo’ān Qū) ist ein Stadtbezirk der bezirksfreien Stadt Chaozhou im östlichsten Teil der chinesischen Provinz Guangdong. Er hatte eine Fläche von 1.084 km² und zählt 1.175.150 Einwohner (Stand: Zensus 2020). Am 28. Juni 2013 wurde der damalige Kreis Chao’an in den heutigen Stadtbezirk umgewandelt. Dabei wurden die Großgemeinden Linxi (磷溪镇), Guantang (官塘镇) und Tiepu (铁铺镇) abgetrennt und dem Stadtbezirk Xiangqiao angegliedert.

## Administrative Gliederung
Auf Gemeindeebene setzt sich der Kreis aus 16 Großgemeinden zusammen. Diese sind:
- Großgemeinde Anbu (庵埠镇), Hauptort, Sitz der Stadtbezirksregierung;
- Großgemeinde Caitang (彩塘镇);
- Großgemeinde Chifeng (赤凤镇);
- Großgemeinde Dengtang (登塘镇);
- Großgemeinde Dongfeng (东凤镇);
- Großgemeinde Fenghuang (凤凰镇);
- Großgemeinde Fengtang (凤塘镇);
- Großgemeinde Fengxi (枫溪镇);
- Großgemeinde Fuyang (浮洋镇);
- Großgemeinde Guihu (归湖镇);
- Großgemeinde Guxiang (古巷镇);
- Großgemeinde Jiangdong (江东镇);
- Großgemeinde Jinshi (金石镇);
- Großgemeinde Longhu (龙湖镇);
- Großgemeinde Shaxi (沙溪镇);
- Großgemeinde Wenci (文祠镇).

## Sehenswürdigkeiten
Der Congxi-Ahnentempel (Congxi gong ci 从熙公祠) von Chen Xunian (陈旭年) in Jinsha 金砂 in der Großgemeinde Caitang steht seit 2006 auf der Liste der Denkmäler der Volksrepublik China (6-686).